# Скандал у вези с Гутенберговим плагијатом
Скандал у вези с Гутенберговим плагијатом подразумева немачки политички скандал који је довео до тога да Карл Теодор цу Гутенберг, под притиском јавности, поднесе оставку са места министра одбране, због плагијата у докторском раду. У фебруару 2011. године појавиле су се прве оптужбе за Гутенбергов плагијат. Професор права, Андреас Фишер Лескано, открио је да је Гутенберг преузео многе пасусе од других аутора, дословно од речи до речи, без означавања извора у фуснотама. Фишер Лескано је сматрао да у Гутенберговом докторату, одбрањеном 2007. године, на више места недостаје јасни научни докази. Гутенберг је у почетку је негирао оптужбе, али је признао да је у својој докторској дисертацији можда направио пропусте у фуснотама. У једну од најважнијих тема немачке штампе, укључили су се и сама канцеларка, али и министарка правде и други политичари. Немачка канцеларка Меркел је подржала Гутенберга.
У новембру 2011. тужилаштво у Хофу обуставило је кривични поступак због кршења ауторских права против Гутенберга, под условом да уплати 20.000 евра немачкој добротворној фондацији.
Његова оставка је покренула низ питања о могућем наследнику, али и о томе како ће се цела прича одразити на политичке прилике у Немачкој.

## Историја
Карл Теодор цу Гутенберг је студирао право на Универзитету у Бајројту од 1992. до 1999. године. На првом државном испиту је имао укупну оцену „задовољавајуће“, због чега му је била потребна посебна дозвола за докторски поступак. У складу са прописима о докторским студијама, Гутенберг је морао да представи најмање два сертификата о семинару са оценом „добро“. Одобрење му је издао тадашњи декан његовог факултета, Карл Георг Лориц.
Гутенберг је радио на дисертацији о уставу и уставном уговору од 2000. до 2007. године. Његов докторски ментор је био Петер Хаберле, а други рецензент Рудолф Штрајнц. Након усменог докторског испита 27. фебруара 2007, Гутенберг је добио укупну оцену „summa cum laude” (са највећом похвалом). Након одбране, дозвољено му је да привремено држи академску титулу доктора права од 7. маја 2007. године и званично од 28. јануара 2009. године.
Дана 25. фебруара 2011. године, Дер Тагешпигел је известио да је Гутенберг био члан надзорног одбора Rhon Clinicum AG од 1996. до 2002. Његова породица је у то време имала велики удео у компанији. Rhon Clinicum AG је потврдио да је између 1999. и 2006. године Универзитету у Бајројту уплаћено око 750.000 евра за финансирање нове катедре за медицинско управљање на Правном и Економском факултету.

## Рецензија плагијата
Андреас Фишер-Лескано, професор јавног права Универзитета у Бремену, 12. фебруара 2011. године, припремавши  преглед Гутенбергове дисертације за часопис „Критише Јустиц“, пронашао је чланак веб странице „Ноје Цурхер Цајтунг", објављен 2003. године, из којег су одломци без цитирања укључени у Гутенбергову дисертацију. Након овог открића Фишер-Лескано је извршио даљу претрагу и пронашао седам одломака без одговарајућег цитирања. Фишер-Лескано је контактирао новине, професоре и Универзитет у Бајројту. Гутенберг је прво негирао намерни плагијаризам, називајући оптужбе „апсурдним“, али је признао да је можда погрешио у фуснотама. 23. фебруара 2011. Гутенберг се извинио у парламенту због пропуста у својој дисертацији, али је порекао намерну обману.

## Гутенберг подноси оставку
Дана 16. фебруара 2011. Сулдојџе Зеитунг објавио је чланак у коме се извештава о оптужбама против Гутенберга. Истог дана немачки лист „Франкфуртер Алжмеине Зеитунг“ ФАЗ објавио је да је увод његове докторске дисертације позајмљен из чланка из 1997. године, који је написала политиколог Барбара Ценпфениг. У првој изјави Гутенберг оптужбу да је његова дисертација плагијаризам назвао је „несхватљивом”. Инсистирао је на томе да је докторска дисертација његово сопствено достигнуће и да му нико од запослених није помогао да је уради.
Дана 16. фебруара 2011. године, након повратка из Пољске, Гутенберг је отишао у изненадну посету немачким војницима у Авганистану. Провео је ноћ у војном кампу „ОП Север“ у ратној зони провинције Баглан. Иако је посета била планирана недељама унапред, подигли су се наводи да је ово путовање било нека врста „бекства“ за Гутенберга. Гутенберг се вратио сутрадан, 17. фебруара 2011. године, и имао састанак са немачком канцеларком Ангелом Меркел.Меркелова је одбила његову понуду за оставку.
Након вишедневних натезања немачки министар одбране Карл-Теодор Гутенберг је под притиском јавности, научника, опозиције и страначких колега подноси оставку због плагијата у докторском раду. На конференцији за новинаре Гутенберг је рекао да не подноси оставку само због грешака у докторској дисертацији, већ и због тога што не може више да испуњава високе захтеве који се налазе у његовој зони одговорности као министра одбране.

## Употреба парламентарне службе за истраживање
Дана 19. фебруара 2011. немачки часопис Дер Спигел известио је да се Гутенберг користио радовима Немачке парламентарне службе за истраживање (ПРС) без одговарајућег цитирања. Било која публикација радова о ПРС-у захтева претходно одобрење одсека немачког Бундестага.
Дана 20. фебруара 2011, Гутенберг је поново прочитао своју дисертацију како би испитао Гутенплагове и друге налазе.
Дана 21. фебруара 2011. године, канцеларка Меркел је поновила своју подршку Гутенбергу и рекла новинарима „Гутенберга сам именовала за министра одбране. Нисам га именовала за академског асистента или доктора. Оно што ми је важно је његов посао министра одбране и он савршено обавља ту дужност“.   Ова изјава изазвала је бес у немачкој академској заједници.
Анете Шаван, немачка министарка образовања и истраживања, која је две године касније морала да поднесе оставку због оптужби повезаних са њеном сопственом дисертацијом, изјавила је да не сматра „инцидент ситницом“, јер „интелектуална крађа није мала ствар“ . Те вечери Гутенберг је присуствовао кампањи у Келкхајму  и изјавио да ће се трајно одрећи доктората. Гутенберг је признао „озбиљне грешке“, које су ненамерне и извинио се људима, које је његово дело повредило. Своју одлуку о одустајању од доктората назвао је „болном“.  Одбацио је све спекулације о његовој оставци и изјавио: „Обављаћу своје дужности свим својим моћима“. Универзитет у Бајројту потврдио је истог дана да је Гутенберг тражио да му опозову титулу.  Портпарол је изјавио да је канцеларка Меркел одобрила његову одлуку да се одрекне своје титуле.
Изразиту критику на рачун Гутенберговог кризног управљања упутио је Норберт Ламерт, председник немачког Бундестага. У интервјуу 22. фебруара 2013. године, Ламерт је такође посумњао у поузданост процеса доделе универзитета.

## Универзитет опозвао Гутенбергов докторат
Дана 23. фебруара 2011. докторска комисија Универзитета Бајројт опозвала је Гутенбергов докторат. Председник универзитета  Ридигер Борман изјавио је да Гутенберг „објективно није одговарао“ академским стандардима. Према Борману, ово брзо опозивање било је могуће због Гутенбергове изјаве. Докторска комисија није просудила да ли је Гутенберг поступио намерно, нешто што је довело до критика. Таква истрага би „сигурно била продужени процес“, изјавио је Борман, која је била непотребна након Гутенберговог захтева за повлачењем његовог доктората. Даља испитивања вршила је Комисија за професионално понашање у науци. Канцеларка Меркел коментарисала је опозив Гутенберговог наслова као „у складу са оним што је тражио“.

## Подршка канцеларке
Канцеларка Меркел није осудила Гутенберга. Она подржава Гутенберга, и саопштава да није запослила научног сарадника, већ министра одбране и да он савршено обавља своје министарске дужности, на шта 35 000 научника потписује заједничку петицију против канцеларкиног става. Медији, међу којима предњачи таблоид Билд, истичу да је Гутенберг и даље врло популаран поткрепљујући то резултатима којекаквих анкета, али, ситуација се није смиривала.

## Даље истраге
Дана 24. фебруара 2011, Норберт Ламерт изјавио је да је Гутенберг користио шест извештаја парламентарне службе за истраживање за своју докторску дисертацију без претходног одобрења. Међутим, Ламерт је признао чињеницу да је међу члановима Бундестага била широко распрострањена употреба докумената припремљених од парламентарне истраживачке службе без претходног прибављања потребног одобрења. Истог дана објављено је отворено писмо канцеларки Меркел које су потписали докторанди и истраживачи. Наследник Гутeнберговог ментора, Оливер Лепсијус, тврдио је да је министар намерно погрешио и оптужио га за превару. Медији су известили да је између 1999. и 2006.  Рхон-Клиникум  спонзорисао нову столицу Универзитета у Бајројту са 747.000 евра. До 2002. године Гутенбергова породица имала је главни удео у болници и он је био члан њеног надзорног одбора. У изјави је универзитет одбио било какво спонзорство од стране Гутенберга, јер је финансирање било део сарадње између универзитета, здравственог осигурања, државе Баварска и Рхон-Клиникум-а. Канцеларка Меркел је преко свог портпарола Штефена Зајберта 28. фебруара 2011. године објавила да Гутенберг и даље има њено пуно поверење. Сам Гутенберг је стекао снажну подршку на састанку ЦСУ у Минхену, док је неколико политичара ЦСУ оштро критиковало Ламерта и Шавана на њихове коментаре.

## Извештај и цурење налаза
Дана 9. априла 2011, дошло је до цурења прелиминарних налаза у штампи, где је Гутенберг оптужен за намерну обману. Гутенбергов адвокат критиковао је комисију због процурелих информација, обзиром на то да је штампа објављена пре краја истраге и пре 26. априла. Његов адвокат је такође рекао да је цурење информација и налаза кршење Гутенбергових личних права. Секретар Универзитета одбацио је оптужбе Гутенберговог адвоката и изјавио да Гутенберг није оптужен за намерну обману ни у једном званичном извештају.

## Гутенбергова изјава
Закључујући свој одговор, Гутенберг је још једном порекао да је намерно преварио Универзитет и за недостатке у својој докторској дисертацији окривио озбиљне грешке током прављења. За хаотичне грешке у докторској дисертацији окривио је велики терет професионалних пословних обавеза, због којих  није могао у континуитету да ради на својој докторској дисертацији, већ је правио велике прекиде између израде рада.

## Извињење
Окружно тужилаштво у Хофу најавило је 2. марта 2011. покретање истраге о потенцијалним кршењима ауторских права садржаних у Гутенберговој дисертацији, чим му се повуче имунитет. Службеном оставком  места члана парламента следећег дана, Гутенберг је изгубио посланички имунитет, дозволивши тако да се истрага настави. Медији су објавили да је више од 80 оптужби поднето. Гутенберг је 3. марта 2011. добио отказни лист на церемонији коју је приредио немачки председник Кристијан Вулф. Као средство преузимања одговорности за своју грешку, Гутенберг је послао лична извињења свим оним ауторима који нису правилно цитирани у његовој дисертацији.
Истог дана, медији су известили о анонимном члану Комисије за професионалну саморегулацију у науци која наводно оптужује Гутенберга за обману. Насупрот томе, Волкер Рибле, професор права на Универзитету Лудвиг Максимилиан у Минхену, који је и сам снажан критичар Гутенбергове дисертације, објавио је расправу у којој оспорава правни основ за даља истраживања с обзиром на чињеницу да је универзитет већ опозвао Гутенбергову титулу и да више није повезан са универзитетом. 5. марта 2011. године, Петер Хeберле и Рудолф Штрајнц изјавили су да 2006. године, када је дисертација завршена, плагијаризам није био откривен због недостатка техничких могућности. Без познавања копираних одломака, Гутенбергова дисертација показала је „висок степен аналитичке дубине и да је Гутенберг продро у тему дисертације у свим њеним аспектима“, нагласио је Хеберле.  „Важно је напоменути да је кандидат, Гутенберг, могао успешно да одговори на чак и интензивна испитивања у вези са методологијом и садржајем дисертације и био је у потпуности у стању да се одржи током дискусије у оквиру усменог докторског испита ”, изјавили су Хеберле и Штрајнц.

## Критика Валтера Шмит-Глазера
Поступање Универзитета у Бајројту оштро је критиковао његов бивши потпредседник и професор права Валтер Шмит-Глазер, који се сложио да је укидање докторске дипломе оправдано. Како је било каква повезаност Гутенберга са универзитетом била прекинута повлачењем његовог звања, универзитет стога није имао правни статус за било коју даљу истрагу. Пропуштање информација са поверљивих састанака комисије у штампу, највероватније од стране њених чланова, Шмит је назвао „нечувеним“ и „више него срамотним“. По његовом мишљењу није требало објавити део извештаја који истражује могућу превару Гутенберга. Такође, према Шмит-Глазеру, чињеница да је Гутенберг морао да пристане на објављивање извештаја због масовног притиска јавности, укључујући и Универзитет у Бајројту, бацила је сенку сумње на цео поступак.
 Професор, бивши председник (ЦСУ) баварског сената, такође је критиковао недостатак коначних доказа који би доказали тврдњу универзитета да је Гутенберг имао „намерну обману“.Шмит-Глазер се позивао на вишеструке случајеве мањих промена текста - које је комисија сматрала показатељима варања - као типичан поступак са текстом који аутор сматра својим делом. Универзитет је поступцима негирао било какву посвећеност бившем студенту Гутенбергу и оштетио његово друштвено постојање, критиковао је професор. Од судског поступка у овом случају очекивао је резултат искључиво заснован на чињеницама без обзира на дотичну особу. У интервјуу је Шмит-Глазер описао намеру универзитета као покушај да се „Гутенберг одвуче пред суд и прогласи кривим“. По професоровом уверењу, лично познавајући Гутенберга, није починио намерно варање.

## Завршетак поступка
У новембру 2011. тужилаштво у Хофу одустало је од оптужби против Гутенберга након што је утврдила 23 релевантна кршења ауторских права са мањом економском штетом. Ова одлука је критикована због пристрасности према економским критеријумима. Суд је одобрио споразум након што је Гутенберг пристао да донира 20.000 евра немачкој добротворној фондацији. Адвокатура није видела назнаке да је Гутенберг намерно користио текстове других аутора у дисертацији. Упркос Универзитету у Бајројту, који је Гутенберга оптужио за намерну превару, тужилаштво је дошло до закључка да је Гутенберг грешке направио ненамерно.